# Roger Vannieuwenhuyze
Roger J. Vannieuwenhuyze (Tielt, 2 juni 1926 - aldaar, 13 februari 2010) was een Belgisch politicus voor de CVP.

## Levensloop
Vannieuwenhuyze werkte bij de christelijke arbeidersbeweging ACW.
Hij werd politiek actief voor de CVP en was van voor deze partij van 1954 tot 1968 provincieraadslid van West-Vlaanderen. Van 1959 tot 1989 was hij tevens gemeenteraadslid van Tielt, waar hij van 1965 tot 1983 schepen was. In de gemeentepolitiek van Tielt werd hij opgevolgd door zijn zoon Luc Vannieuwenhuyze.
Van 1968 tot 1991 zetelde hij voor het arrondissement Roeselare-Tielt als rechtstreeks gekozen senator in de Belgische Senaat. Vannieuwenhuyze was als senator vooral geïnteresseerd in sociale zaken, zoals arbeid en tewerkstelling en was secretaris van de Belgische Senaat. In de periode december 1971-oktober 1980 zetelde hij als gevolg van het toen bestaande dubbelmandaat ook in de Cultuurraad voor de Nederlandse Cultuurgemeenschap, die op 7 december 1971 werd geïnstalleerd. Vanaf 21 oktober 1980 tot november 1991 was hij lid van de Vlaamse Raad, de opvolger van de Cultuurraad en de voorloper van het huidige Vlaams Parlement.